# Mine de Manantial Espejo
La mine de Manantial Espejo est une mine à ciel ouvert et souterraine d'argent et d'or située en Argentine. Elle appartient depuis 2006 à Pan AmericanSilver via sa filiale Minera Triton Argentina, à la suite de l'acquisition des 50 % qu'elle ne possédait pas à Silver Standard Resources. La concession minière de Manantial Espejo couvre au travers de 17 lots une superficie foncière de 25 000 hectares,. L'exploration du site a commencé en 1993, alors que la mine n'a été inaugurée qu'en 2009.
La mine a environ une capacité en réserve prouvé de 35 millions de onces d'argent et de 500 000 onces d'or, avec 10 millions d'onces d'argent et de 100 000 onces d'or de capacités possibles supplémentaires.
Des manifestations ont eu lieu en 2012, à la suite de la mort de deux personnes après une contamination au cyanure,.